# جون جيمس (مجدف)
جون جيمس (بالإنجليزية: John James)‏ هو مجدف بريطاني، ولد في 21 سبتمبر 1937.

## وصلات خارجية
- جون جيمس على موقع الاتحاد الدولي للتجديف (الإنجليزية)
- جون جيمس على موقع اللجنة الأولمبية الدولية (الإنجليزية)
- جون جيمس على موقع أوليمبيديا (الإنجليزية)
- جون جيمس على موقع اللجنة الأولمبية البريطانية (الإنجليزية)